# Zeunerita
La zeunerita és un mineral de la classe dels fosfats que pertany al grup de l'autunita. Rep el nom del físic alemany Gustav Anton Zeuner (1828-1907). És un mineral radioactiu.

## Característiques
La zeunerita és un arsenat de fórmula química Cu(UO₂)₂(AsO₄)₂·12H₂O. Cristal·litza en el sistema tetragonal. La seva duresa a l'escala de Mohs és 2,5.
Segons la classificació de Nickel-Strunz pertany a «08.EB: Uranil fosfats i arsenats, amb ràtio UO₂:RO₄ = 1:1» juntament amb els següents minerals: autunita, heinrichita, kahlerita, novačekita-I, saleeïta, torbernita, uranocircita, uranospinita, xiangjiangita, metarauchita, rauchita, bassetita, lehnerita, metaautunita, metasaleeïta, metauranocircita, metauranospinita, metaheinrichita, metakahlerita, metakirchheimerita, metanovačekita, metatorbernita, metazeunerita, przhevalskita, metalodevita, abernathyita, chernikovita, metaankoleïta, natrouranospinita, trögerita, uramfita, uramarsita, threadgoldita, chistyakovaïta, arsenuranospatita, uranospatita, vochtenita, coconinoïta, ranunculita, triangulita, furongita i sabugalita.

## Formació i jaciments
La zeunerita es forma com a mineral secundari en dipòsits d'urani amb arsènic. A Catalunya ha estat descrita la mina Eureka (Castell-estaó, Pallars Jussà).